# Holcaeus decipiens
Holcaeus decipiens är en stekelart som först beskrevs av Thomson 1878.  Holcaeus decipiens ingår i släktet Holcaeus och familjen puppglanssteklar. Arten är reproducerande i Sverige. Inga underarter finns listade i Catalogue of Life.